# Šokačko sijelo
Šokačko sijelo je kulturno-zabavna manifestacija utemeljena 1968. godine i koja se tradicionalno svake godine u Županji održava u veljači. Tematski je usmjerena na njegovanje bogate i raskošne kulture i tradicije Slavonije iz života i običaja ljudi toga kraja Hrvatske. 
Od osnutka pa do danas, kroz priredbe i nastupe, predstave i slavlja, smotre i festivale prošlo je mnoštvo suradnika - amatera, raznih udruga, prosvjetnih djelatnika, poduzetnika, gospodarstvenika. Sastavni dio sijela su tradicionalne poklade koje se organiziraju na ulicama grada.

## Poveznica
- Županja

## Vanjske poveznice
- Službene stranice Šokačkog sijela  Arhivirana inačica izvorne stranice od 15. veljače 2010. (Wayback Machine)